# أرسين ميرش
أرسين ميرش (بالفرنسية: Arsène Mersch)‏ ولد بتاريخ 14 ديسمبر 1913 في لوكسمبورغ، وتوفي في 12 يوليو 1980 في لوكسمبورغ، كان دراج.

## سجل النتائج

### سباقات أو مراحل فاز بها
- طواف فرنسا
- طواف سويسرا